# يوما اسامي
يوما اسامي (باليابانية: 麻美ゆま) ممثلة ومغنية وعارضة وممثلة إباحية سابقة. شاركت بأكثر من 200 فيلم للفترة 2005-2013. وتعتبر من أشهر الممثلات الاباحيات في اليابان ونتيجه لشعبيتها ظهرت في وسائل الاعلام الأخرى. وفي الفترة من 2008 حتى 2013 كانت مغنية في فرقة البوب (ايبسيو موسكات).
اخذت مسيرتها المهنية منعطفًا حادًا في عام 2013 عندما تم تشخيص إصابتها بسرطان المبيض. على الرغم من تعافيها بالكامل، الا انها اعلنت اعتزالها التمثيل في أيار 2015. حالياً هي مغنية وكاتبه اغاني مستقلة.

## حياتها الشخصية
ولد أسامي يوما في 24 آذار 1987 في مدينة تاكاساكي بمحافظة غونما. لعائلة مكونة من 5 أفراد. وكان والداها يديران حانة فلبينية قبل ولادتها، وكانت الحانة أيضًا بمثابة منزل عائلي، وتعيش عائلتها في الطابق الثاني واستخدمت الطابق الأول كحانة. ظهر متجر والديها في وسائل الإعلام كأول حانة فلبينية في اليابان، وكانوا يديرون ما مجموعه أربعة حانات في مدينة تاكاساكي. كانت تحب الغناء على آلة الكاريوكي المثبتة في المتجر قبل الافتتاح، وبعد ذلك أصبح حلمها بأن تصبح مغنية. في ذلك الوقت.
كانت تريد الدراسة في الخارج، لذلك دخلت مدرسة ثانوية لغرض الدراسة في الخارج. ومع ذلك، فقد فشلت لأنها رسبت باغلب المواد باستثناء اللغة الإنجليزية، التي كان مهتمًا بها عادةً. في النهاية، تلقيت تحذيرًا بشأن الاقساط بعد نصف عام من دخول المدرسة. كانت الرسوم الدراسية باهظة الثمن لأنها تدرس في مدرسة خاصة، لذلك اضطررت إلى ترك المدرسة.
بعد تركها المدرسة، ذهبت مع أختها الكبرى، التي انتقلت أولاً إلى توكيو، وانضمت إلى إحدى الوكالات. كان اسمها الفني الذي استخدمه أثناء الترويج في الوكالة هو اسو يوما. خلال ذلك الوقت، شاركت بفرق الايدول، وانضمت إلى فرقة فتيات تدعى Defiled Girls . سرعان ما شعرت بالتشكك في حياتها في توكيو وأخبرت رئيس وكالتها أنها ستترك وظيفتها، لكنه رفض بسبب مشاكل العقد، وتم تقديمها إلى وظيفة أخرى كممثلة اباحية.

### اصابتها بالسرطان واعتزالها التمثيل
أعلنت اسامي في 6 حزيران 2013، أنها خضعت لعملية جراحية في شباط 2013 لإزالة ورم من المبيض وتخضع حاليًا للعلاج والعلاج الكيميائي. تم اكتشاف الورم عندما خضعت اسامي لفحص تصوير بالرنين المغناطيسي بسبب مشاكل في المعدة. بعد إزالة رحمها ومبيضها، وصف الأطباء السرطان بأنه ورم خبيث حدودي وصنفوا الورم على أنه المرحلة 3 (من 4) من حيث التطور. أفاد تحديث من آب 2013 أنها خضعت لستة علاجات كيميائية وكانت «في طريقها إلى الشفاء».
في مقابلة في شباط 2014، قالت اسامي إنها تريد الاستمرار في مسيرتها الموسيقية وكانت تكتب سيرتها الذاتية. واصدرت كتاب سيرتها الذاتيه تحت عنوان (أومن دائمًا بنفسك) التي تصف حياتها المبكرة ومعركتها مع السرطان، نشرته دار كودنشا في أيار 2014. كانت تعمل أيضًا مع مجموعة غير ربحية "Cancer Net Japan" لتعزيز الوعي بسرطان المبيض.
في 20 أيار 2015، أعلنت اسامي اعتزالها المثيل الإباحي. وبعد اعتزالها كرست حياتها المهنية بالكامل كموسيقية ومغنية، وقدمت حفلات موسيقية متكررة.